# Bruderholz (Sankt Thomas)

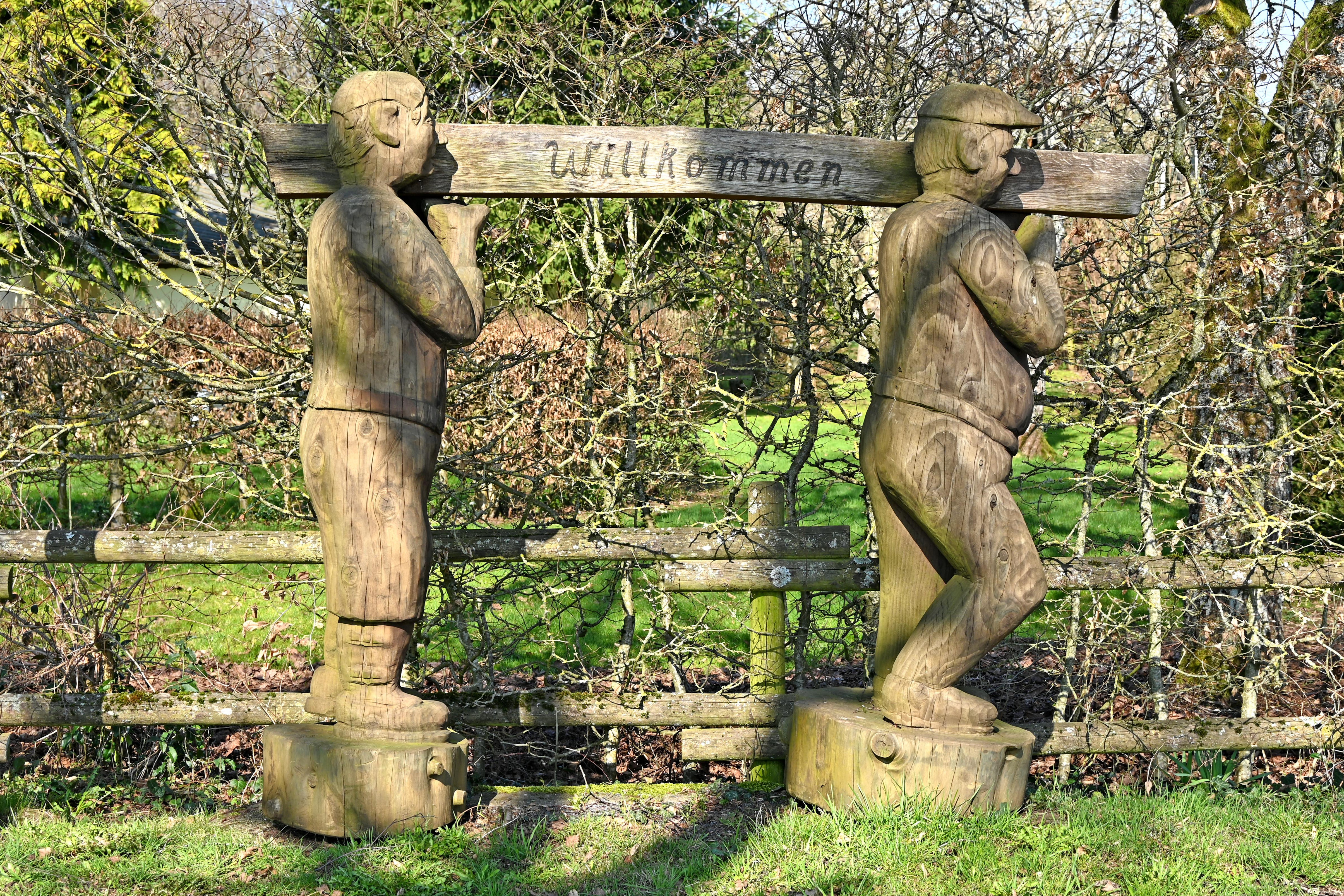
Bruderholz, Begrüßungsskulptur

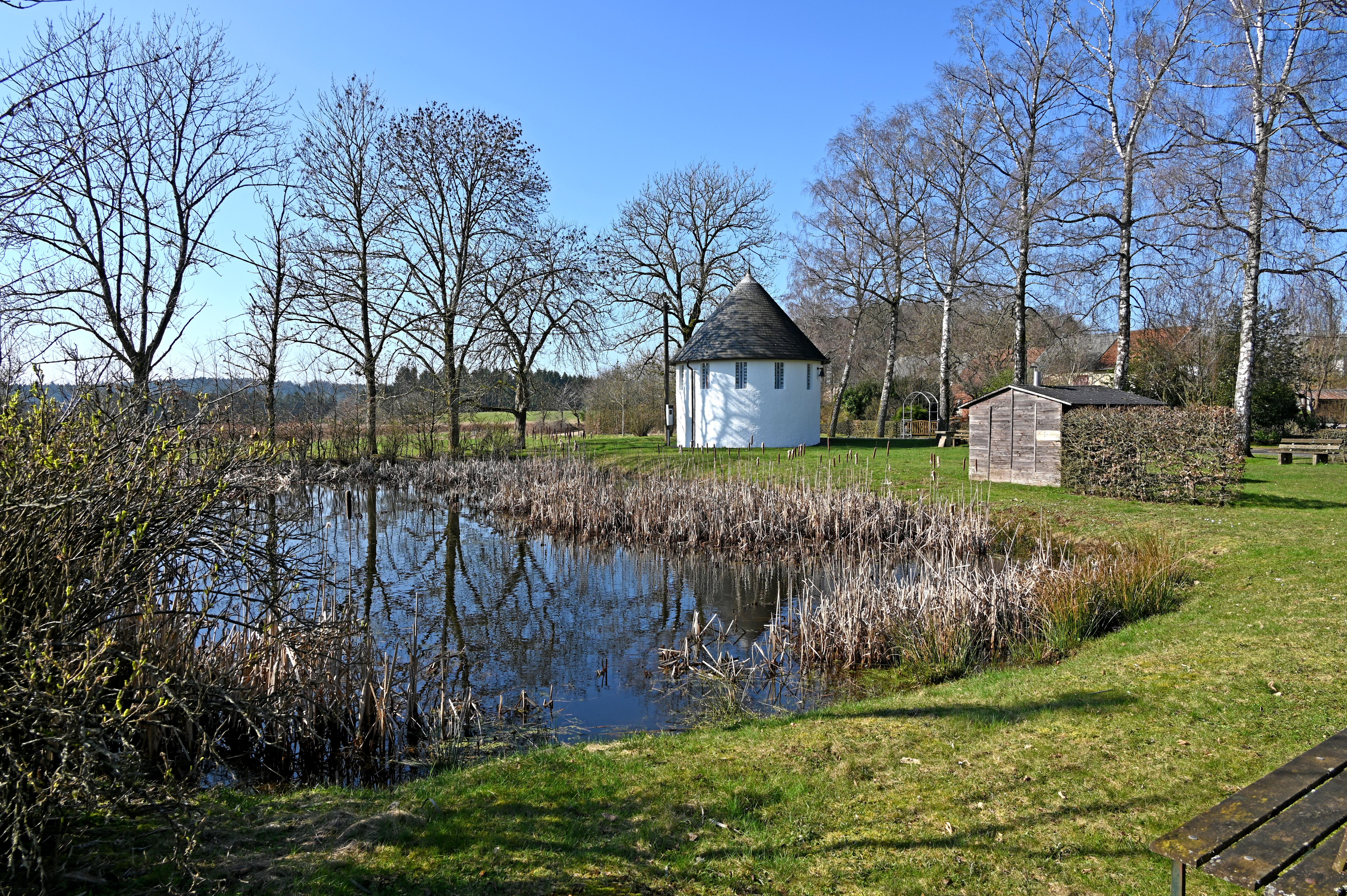
Kapelle (1972) von den Bewohnern errichtet

Bruderholz ist ein Weiler der Ortsgemeinde Sankt Thomas im Eifelkreis Bitburg-Prüm in Rheinland-Pfalz.

## Geographische Lage
Bruderholz liegt rund 3,2 km nordwestlich des Hauptortes Sankt Thomas auf einer Hochebene. Der Weiler ist von einigen landwirtschaftlichen Nutzflächen sowie von ausgedehntem Waldbestand (Kyllwald) umgeben. Zu Bruderholz gehört zudem die etwas weiter nördlich liegende Aussiedlung „Auf der Heid“. Östlich des Weilers fließt die Kyll, westlich der Heilbach. Bruderholz bildet ein Sackgassendorf.

## Geschichte
Im Bereich Bruderholz wurden mehrere Mauerreste sowie eine spätrömische Keramikscherbe gefunden, was auf eine frühe Besiedelung des Gebietes hindeutet. Nordwestlich des Weilers befinden sich zudem die Reste eines ehemaligen Waschplatzes aus dem späten 19. Jahrhundert.
Der heutige Weiler ist aus einem ehemaligen Hofgut des Klosters Sankt Thomas hervorgegangen. Nach der Säkularisation wurde das Land neu aufgeteilt und von den Bewohnern des Weilers erworben. In neuerer Zeit wurden hier zudem einige Wochenendhäuser errichtet.

## Kultur und Sehenswürdigkeiten

### Kapelle
In Bruderholz befindet sich eine kleine Kapelle, die im Jahre 1972 von den Bewohnern des Weilers errichtet wurde. Es handelt sich um einen eher ungewöhnlichen Rundbau in der Nähe eines kleinen Weihers. Die Kapelle wird für Gottesdienste sowie ein jährliches Kapellenfest genutzt.

### Wegekreuze
Auf der Gemarkung von Bruderholz befinden sich insgesamt vier Wegekreuze.
- Balkenkreuz westlich der Ansiedlung: Es besteht aus einem nach oben dünner zulaufenden Schaft mit Abschlusskreuz. Auf dem Balken findet sich die Jahreszahl 1772. In der Mitte des Balkens befindet sich ein kleines Relief der Kreuzigung, zudem eine heute nicht mehr leserliche Inschrift im Sockel des Balkenkreuzes.[5]

- Hohes und schlankes Nischenkreuz südlich von Bruderholz: Stammt vermutlich aus dem 16. Jahrhundert, während die Nische mit dem Abschlusskreuz jünger sind. Auf dem Schaft findet sich das Wappen der Adelsfamilie von Lontzen sowie ein Abtstab, der auf eine Zugehörigkeit zum Kloster in Sankt Thomas schließen lässt.[6]

- Kreuz auf dem Weiersberg, südlich des Weilers: Hierbei handelt es sich um ein Vollnischenkreuz aus dem Jahre 1629. Auf dem Schaft findet sich eine zum Stein parallel eingearbeitete Inschrift mit dem Namen des Errichters. Die Vollnische trägt eine Reliefdarstellung der Heiligen Veronika.[7]

- Wegekreuz südwestlich von Bruderholz: Hierzu liegen keine näheren Angaben vor.[8]

Siehe auch: Liste der Kulturdenkmäler in Sankt Thomas (Eifel)

### Naherholung
Im Weiler Bruderholz befindet sich der Rundweg Nord. Es handelt sich um einen barrierefreien Wanderweg mit einer Länge von rund 2,3 km. Ausgangs- und Zielpunkt bildet die kleine Kapelle. Weitere Wanderwege befinden sich im Hauptort Sankt Thomas.

## Verkehr
Es existiert eine regelmäßige Busverbindung ab Sankt Thomas.
Bruderholz ist durch die Kreisstraße 82 aus Richtung des Hauptortes erschlossen. Diese endet im Weiler. Östlich der Ansiedlung verläuft die Landesstraße 24 von Sankt Thomas in Richtung Zendscheid.